# Koszorú (könyvsorozat)
A Koszorú egy magyar nyelvű vallásos–szépirodalmi könyvsorozat (vagy az egyes elemek rövid terjedelme miatt inkább füzetsorozat) volt 1894 és 1918 között, kiadója a Magyar Protestáns Irodalmi Társaság. A sorozat a következő füzetekből állt:
- 1. szám. Forgács Endre. Az ócska biblia. (20 l.) 1894.
- 2. szám. Martin Sándor. A gályarabok története. (24 l.) 1894.
- 3. szám. Csengey Gusztáv. A Barkóék árvája. (23 l.) 1894.
- 4. szám. Bitai Béla. A vizözön. Légy hív mindhalálig. (15 l.) 1894.
- 5. szám. Vajda Ferenc. Bethlen Gábor fejedelem. (23 l.) 1894.
- 6. szám. Székely Lilla. A talált gyermek. Elbeszélés. (20 l.) 1894.
- 7. szám. Szabó József. Vége jó, minden jó. (47 l.) 1894.
- 8. szám. Thúry Etele. Huszár Gál. (28 l.) 1894.
- 9. szám. Budai János. Dévai Biró Mátyás. (15 l.) 1894.
- 10. szám. Kecskeméthy István. Testamentum. (24 l.) 1894.
- 11. szám. Kalocsa Róza. A bibliás kisasszony. (23 l.) 1895.
- 12. szám. Csengey Gusztáv. A vadasfalvi pap. (32 l.) 1895.
- 13. szám. Payr Sándor. Nádasdy Tamás grófék házatája. (22 l.) 1895.
- 14–15. szám. Csiky Lajos. A vasárnap megünnepléséről. (40 l.) 1895.
- 16. szám. Vajda Ferenc. Két püspök anyja, (22 l.) 1895.
- 17. szám. Bányai Géza. Ilonka. Elbeszélés. (24 l.) 1895.
- 18. szám. Jámborné Székely Lilla. Egy öngyilkosjelölt. Elbeszélés. (16 l.) 1895.
- 19. szám. Farkas Imre. Egy eltépett biblialevél. (16 l.) 1895.
- 20. szám. Szabó Aladár. Livingstone Dávid utazásai és felfedezései. (23 l.) 1895.
- 21. szám. Lantos Sebestyén. Nővérek. (22 l.) 1896.
- 22. szám. Lantos Sebestyén. Aranka története. (16 l.) 1896.
- 23. szám. Gratz Mór. Gusztáv Adolf és a »Gusztáv Adolf«-egylet. (24 l.) 1896.
- 24. szám. Szabó József. A Lorántffyak. Történeti rajz. (28 l.) 1896.
- 25. szám. Jámborné Sz. Lilla. Az uj biró. Elbeszélés. (31 l.) 1896.
- 26. szám. Böngérfi János. A falu árvája. Elbeszélés. (20 l.) 1896.
- 27. szám. Mészöly Győző. Jó az Isten. Elbeszélés. (23 l.) 1896.
- 28. szám. Kecskeméthy László. A képviselő ur beszámolója. Elbeszélés. (24 l.) 1896.
- 29. szám. Bányai Géza. A »kék golyó« családja. Elbeszélés. (23 l.) 1896.
- 30. szám. Sárközy István. A mi hitünk. Elbeszélés. (24 l.) 1896.
- 31–32. szám. Vándor deák. Hitért és hazáért. (51 l.) 1897.
- 33. szám. Papp Albert. Dőre Márton felekezetnélküli akar lenni. (22 l.) 1897.
- 34. szám. Bányai Géza. Dezső pap látomása. (19 l.) 1897.
- 35–37. szám. Diósi Márton. Rajzok egyházunk multjából. (68 l.) 1897.
- 38–40. szám. Kenessey Béla. Bibliai kalauz. (77 l.) 1897.
- 41. szám. Béri Gyuláné. Az öreg pap hagyatéka. Elbeszélés. (20 l.) 1898.
- 42. szám. Vargha László. Hágár. Bibliai képek. (16 l.) 1898.
- 43. szám. Bányai Géza. Angyal és ördög. Elbeszélés. (24 l.) 1898.
- 44. szám. Borsos István. Tóth Pál János csutorája. (20 l.) 1898.
- 45. szám. Vajda Ferenc. Barcsay Ágnes. Történeti elbeszélés. (23 l.) 1898.
- 46. szám. Szentkuti Károly. Bálint ur. Szabó Géza. A tékozló fiú. (24 l.) 1898.
- 47. szám. Mészöly Győző. A jezsuitarend felosztása. Elbeszélés. (19 l.) 1898.
- 48. szám. Csekme Ferenc. A nagyasszony. (16 l.) 1898.
- 49. szám. Forgács Endre. A szocialista. Elbeszélés. (24 l.) 1898.
- 50. szám. Jámborné Székely Lilla. Az igaz hit. Elbeszélés. (20 l.) 1898.
- 51. szám. Sántha Károly. Romlásfalva. (18 l.) 1899.
- 52. szám. Bögösné Kun Anna. Az aranyásó. Elbeszélés. (22 l.) 1899.
- 53. szám. Béri Gyuláné. Klárika neveltjei. Elbeszélés. (24 l.) 1899.
- 54. szám. Gratz Mór. Zsugori Peti végrendelete. (16 l.) 1899.
- 55. szám. Bitay Béla. Az angyalok Mamréban. (16 l.) 1899.
- 56. szám. Juhász Sándor. Cserey Ilona. Történeti rajz. (27 l.) 1899.
- 57. szám. Sántha Károly. Szent hangzatok. (21 l.) 1899.
- 58. szám. Barsy László. Tar Gábor históriája. (20 l.) 1899.
- 59. szám. Kecskeméthy István. Az ezüst szív. (22 l.) 1899.
- 60. szám. Kecskeméthy István. A hatvágás. (24 l.) 1899.
- 61. füzet. S. Szabó József. Patócsy Zsófia. Történeti rajz. (20 l.) 1900.
- 62. füzet. Csekme Ferenc. Vak Domokos. (23 l.) 1900.
- 63. füzet. Forgács Endre. A kányai mártirok. (22 l.) 1900.
- 64. füzet. Sántha Károly. Élet vándora. (19 l.) 1900.
- 65. füzet. Jefte. Egy fejezet Izrael őstörténelméből. (20 l.) 1900.
- 66. füzet. Szabó Géza. A pusztabiró. Költői elbeszélés. (20 l.) 1900.
- 67. füzet. Vajda Ferenc. A Rákóczyak. Történeti körkép. (24 l.) 1900.
- 68. füzet. Szentkuti Károly. A kálvinista kenyér. (32 l.) 1900.
- 69. füzet. Juhász Sándor. Bethlen Kata. Történeti rajz. (24 l.) 1900.
- 70. füzet. Kovács László. Megostorozlak, de nem vesztelek el. Történeti elbeszélés a török időkből. (34 l.) 1900.
- 71. szám. Barsi László. A nazarenus. Bácskai történet. (22 l.) 1901.
- 72. szám. Borsos István. A vízcsepp, amely megtisztít. (18 l.) 1901.
- 73. szám. Babay Kálmán. Szabó Péter. Elbeszélés. (24 l.) 1901.
- 74. szám. Pap Albert. Akinek nincsen lelke. (22 l.) 1901.
- 75. szám. Bögösné Kún Anna. Az új ház. Elbeszélés. (20 l.) 1901.
- 76. szám. Grátz Mór. A babona. (16 l.) 1901.
- 77. szám. Vallaji ida. A föld. Elbeszélés. (20 l.) 1901.
- 78. szám. Jámbor Lajos. Illyés a csodatevő próféta. (22 l.) 1901.
- 79. szám. Szabó Géza. Jób. (24 l.) 1901.
- 80. szám. Kovács Sándor. Testvérharag. – Sárközi István. A temető. Elbeszélések. (23 l.) 1901.
- 81. szám. Kiss Károly, Szentkúti –. A passzus. (20 l.) 1902.
- 82. szám. Csekme Ferenc. Jellem, munka, takarékosság. (24 l.) 1902.
- 83. szám. Incze Béla. Erős várunk az Isten. (24 l.) 1902.
- 84. szám. Magyari Árpád. Hervei Jakab. – Nagy Imre. Asztalos Tóth János. (20 l.) 1902.
- 85. szám. P. Tóth János. Vásárhelyi Matkó István hitvitája Sámbár Mátyás jezsuitával. (20 l.) 1902.
- 86. szám. Kovács Mihály, Füleki. Saul megtérése. (20 l.) 1902.
- 87. szám. Juhász Sándor. Hű mind a vérpadig. (24 l.) 1902.
- 88. szám. Farkas Antal. A két biblia. (20 l.) 1902.
- 89. szám. Mészáros Sándor. A hit megtart. (19 l.) 1902.
- 90. szám. Grátz Mór. Lekésett a vonatról. Hogyan vezesse az anya gyermekét. (19 l.) 1902.
- 91. szám. Sámuel Aladár. Egy kép a multból – Demeter József. Csobánc ostroma. (24 l.) 1903.
- 92. szám. G. Szabó Mihály. Szenczi Molnár Albert (a zsoltárfordító) 1574–1638. (19 l.) 1903.
- 93. szám. Koréh Endre. Bocskay István és a bécsi béke. (28 l.) 1903.
- 94. szám. Raffay Sándor. Apróságok. (20 l.) 1903.
- 95. szám. Borsos István. Tisztító tűz. (19 l.) 1903.
- 96. szám. Babay Kálmán. A VI. parancsolat. Elbeszélés felnőttek számára. (20 l.) 1903.
- 97. szám. Orth Ambrusné. Itthon. (23 l.) 1903.
- 98. szám. Vallaji Ida. A Jóska temploma. (24 l.) 1903.
- 99. szám. Béri Gyuláné. Az igazság. (20 l.) 1903.
- 100. szám. J. Nagy Mariska. A végrendelet. (28 l.) 1903.
- 101. szám. Kiss Károly. Szentkúti. A kik hívek voltak mindhalálig. (28 l.) 1904.
- 102. szám. Forgács Endre. Az Úr megtartja az övéit. (24 l.) 1904.
- 103. szám. Béri Gyuláné. Piroska könyve. (20 l.) 1904.
- 104. szám. Kapi Béla. Az anya sírja. (16 l.) 1904.
- 105. szám. Ujlaki Vilma. Isten itél. (19 l.) 1904.
- 106. szám. Borsos István. Az Isten keze. (20 l.) 1904.
- 107. szám. Turai Sándor. A szerencse. (20 l.) 1904.
- 108. szám. P. Tóth János. Olvassátok a bibliát. (19 l.) 1904.
- 109. szám. Szarka Lajos. Harangszó a pusztában. (20 l.) 1904.
- 110. szám. G. Szabó Mihály. Károli Gáspár. (16 l.) 1904.
- 111. szám. Szentkúti Károly. Régi dicsőségünk. (20 l.) 1905.
- 112. szám. Raffay Sándor. Péter apostol. (20 l.) 1905.
- 113. szám. Kovács Zsigmond. A kétszeresen száműzött. Egy kassai főbíró Bocskai idejében. (24 l.) 1905.
- 114. szám. Budai János. Kálvin János. (20 l.) 1905.
- 115. szám. Koréh Endre. A beresztei lelkész. (20 l.) 1905.
- 116. szám. P. Tóth János. Imádkozzál és dolgozzál. (20 l.) 1905.
- 117. szám. Sántha Károly. Hárfahangok. (19 l.) 1905.
- 118. szám. Vargha László. A reformáció emlékünnepére. (12 l.) 1905.
- 119. szám. Lőcsei Emma. El ne hagyd a hazát. (16 l.) 1905.
- 120. szám. Orth Ambrusné. Imádság nélkül. (16 l.) 1905.
- 121. szám. Gyalog István. Lelki gazdaság az igazi gazdagság. Elbeszélés. (20 l.) 1906.
- 122. szám. Móricz Zsigmond. Két biblia. Elbeszélés. (20 l.) 1906.
- 123. szám. P. Tóth István. Templom a dombtetőn. Elbeszélés. (20 l.) 1906.
- 124. szám. Vargha Sándor. Két kis történet. (15 l.) 1906.
- 125. szám. Turai Sándor. Apró történetek. (16 l.) 1906.
- 126. szám. Kiss Béla. Bölcs Salamon. Költemény. (22 l.) 1906.
- 127. szám. Marton Sándor. A kurucvilág énekekben. (28 l.) 1906.
- 128. szám. Budai János. Dávid a zsoltáros király. (18 l.) 1906.
- 129. szám. Kovács Zoltán. A cserkúti tanító. (22 l.) 1906.
- 130. szám. Nagy Endre. Isten nélkül – Istennel. (20 l.) 1906.
- 131. szám. Sárándy István. Az aranyország. Költői elbeszélés. (16 l.) 1907.
- 132. szám. Szentkúty Károly. Ember tervez, Isten végez. Elbeszélés. (24 l.) 1907.
- 133. szám. Móricz Zsigmond. Mikor a part szakad. Elbeszélés. (22 l.) 1907.
- 134. szám. Kapi Béla. Virág a kereszt tövén. Elbeszélés. (16 l.) 1907.
- 135. szám. Osváth Kálmány. A jeruzsálemi templomban. (16 l.) 1907.
- 136. szám. Budai János. Jézus az evangeliumok szerint. (20 l.) 1907.
- 137. szám. Zih Sándorné. A megtért. – Patayné Farkas Gizi. Isten keze. (20 l.) 1907.
- 138. szám. Nagy Endre. Hit az élet ereje. Elbeszélés egy ifjú életéből. (16 l.) 1907.
- 139. szám. Takaró Géza. Bízzál az Úrban. Igaz történet. (24 l.) 1907.
- 140. szám. Sántha Károly. Áhitat hangjai. Vallásos költemények. (20 l.) 1907.
- 141. szám. Forgács Endre. Daku Zsófi becsülete. (15 l.) 1908.
- 142. szám. Sárándy István. A nagykárolyi templom. (20 l.) 1908.
- 143. szám. Szentkúti Károly. Régi képek. (20 l.) 1908.
- 144. szám. Vozáry Erzsébet. Arany Juliska. (16 l.) 1908.
- 145. szám. Barsy László. Eszter. (18 l.) 1908.
- 146. szám. Boldog Balázs. Az egyke. (19 l.) 1908.
- 147. szám. Okos Gyula. Csak Krisztussal. (16 l.) 1908.
- 148. szám. Jámborné Székely L. Az idegen istenek. (24 l.) 1908.
- 149. szám. Horváth János. Őrangyal. – Mamuska. (14 l.) 1908.
- 150. szám. Gyökössy Endre. Szeretet könyve. (18 l.) 1908.
- 151. szám. Szarka Lajos. A zsoltár és a himnusz. (16 l.) 1909.
- 152. szám. Szász Károly, Legifj. A hitetlen. – Szuhay Benedek. Az ítélet. (12 l.) 1909.
- 153. szám. Sárándy István. A pálinka ördöge. (12 l.) 1909.
- 154. szám. Várady Ferenc. Szegedi Kis István. (16 l.) 1909.
- 155. szám. Boldog Balázs. Az ital átka, vagy Erzsók hajfürtje. (16 l.) 1909.
- 156. szám. Dessewffy Berta. Az Úr ösvényén. (16 l.)1909.
- 157. szám. Csobánczi József. Istennek minden lehetséges. (12 l.) 1909.
- 158. szám. Moravcsik Gyuláné. Isten nem ver bottal. (22 l.) 1909.
- 159. szám. Szöts Farkas. A jeddi papné. (18 l.) 1909.
- 160. szám. Forgács Gyula. A vér. (12 l.) 1909.
- 161. szám. Forgács Endre. Benjámin. (20 l.) 1910.
- 162. szám. Kájel István. Török Pál. (16 l.) 1910.
- 163. szám. Takaró Géza. A glószteri ember. (22 l.) 1910.
- 164. szám. Nemes Béla, dr. Lorántffy Zsuzsánna. 1600–1660. (16 l.) 1910.
- 165. szám. Ujlaky Vilma. Tisztító tűzben. (20 l.) 1910.
- 166. szám. Moravcsik Gyuláné. Az imádság. (22 l.) 1910.
- 167. szám. V. Sipos Ida. Börtön és szabadság. (20 l.) 1910.
- 168. szám. Csürös István. Bori Péter karácsonya. (18 l.) 1910.
- 169. szám. Budai János. Jézus szenvedései. (16 l.) 1910.
- 170. szám. Juhász Sámuel. Csulai Kende Péter. (20 l.) 1910.
- 171–173. Csűrös István: Üszög talpra áll. 1911. 48 l.
- 174. Moravcsik Gyuláné: Hithűség próbája. [1911.] 18 l.
- 175. Takaró Géza: A vasárnapi iskolák története. [1911.] 26 l.
- 176. Forgács Gyula: Ötven év kínában. (Dr. John Griffith élete.) [1911.] 18 l.
- 177. Kömley János: Tompa Mihály. [1911.] 16 l.
- 178. Nemes Béla: Méliusz Juhász Péter. [1911.] 16 l.
- 179. Podmaniczky Pál báró: Az indiánusok apostola. [1911.] 20 l.
- 180. Szőts Farkas: Ballagi Mór. [1911.] 20 l.
- 181. Miskolczy Simon János: Miskolczy Mihály. [1912.] 12 l.
- 182. P. Sipos Ida: Vasárnap délután… [1912.] 12 l.
- 183. Várnai Sándor: Üstfoltozóból bibliaterjesztő. (Borrow György élete.) [1912.] 18 l.
- 184. Barsy László: Vérvád. [1912.] 14 l.
- 185. Őry Tamás: A rabszolgák fölszabadítója. [1912.] 16 l.
- 186. Takács Mihály: Az erősebb. [1912.] 16 l.
- 187. Szabó György: Az imádság erejéről. [1912.] 14 l.
- 188. Podmaniczky Pál báró: Szeretet apostola. (Bodelschwing Frigyes.) [1912.] 20 l.
- 189. Koréh Endre: Az elő-reformátorok. [1912.] 16 l.
- 190. Gombos Lajos: Egy hittérítő. (Judson Adoniram.) [1912.] 14 l.
- 191. Budai János: Egy kártyás élete. 18.l.
- 192. Kájel István: Gergely Istennel dacol. [1913.] 14 l.
- 193. Takács Mihály: A csonka kéz. [1913.] 16 l.
- 194. Podmaniczky Pál báró: A kereszt hőse. (Martyn Henry élete.) [1913.] 18 l.
- 195. Csite Károly: Baka Ferke megtérése. Elbeszélés. [1914.] 12 l.
- 196. Kiss Samu: Petőfi mint a gyermeki szeretet példaképe. [1914.] 12 l.
- 197. Podmaniczky Pál báró: Egy falusi pap. (Oberlin János.) [1913.] 18 l.
- 198. Lengyel Gyula: A világos ablak. – Bitay Béla: Iszákosság. [1914.] 18 l.
- 199–200. Lengyel Gyula: A tékozló fiú. [1913.] 50 l.
- 201. Takács Mihály: A tudás fája. [1915.] 20 l.
- 202. V. Sipos Ida: Az élet beszédiből. [1915.] 26 l.
- 203. Ujlaky Vilma: Utolsó órában. [1915.] 16 l.
- 204. Marjay Károly: A japánok apostola. [1915.] 24 l.
- 205. Stretton Hesba: Szabados Jolán. Átdolg.: Szabó Miklós. [1915.] 26 l.
- 206. Lengyel Gyula: Az öreg ember. [1915.] 20 l.
- 207. Fejér Endre: Akik az Istent szeretik. [1915.] 12 l.
- 208. Kirner A. Bertalan: Az igazi istentisztelet. [1915.] 16 l.
- 209–210. Modersohn: Egyiptomi József. Átdolg.: Bitay Béla. [1915.] 40 l.
- 211. Kiss Géza: Az az egy is elesett. [1915.] 18 l.
- 212. Modersohn: Izsák! Átdolg.: Bitay Béla. [1915.] 28 l.
- 213. Modersohn: A hétpecsétes könyv. Átdolg.: Bitay Béla. [1915.] 30 l.
- 214. Marjay Károly: Élet a halálban. [1915.] 32 l.
- 215. Marjay Károly: Napoleon vallástétele. [1915.] 16 l.
- 216. Podmaniczky Pál báró: Husz János. [1915.] 26 l.
- 217. Lengyel Gyula: A hazai föld. [1915.] 14 l.
- 218. Losonczi Lajos: Jancsi. [1915.] 14 l.
- 219. Szabó Miklós: Ács Jancsi. [1915.] 22 l.
- 220. Gönczy Miklós: Herman Ottó. [1915.] 18 l.
- 221. Nagy idők ösvényén. [1917.] 16 l.
- 222. Sárándy István: Ének a szeretetről. [1917.] 12 l.
- 223. Babay Kálmán: Az apák eszik meg az egrest… Valláserkölcsi népies elbeszélés. [1917.] 16 l.
- 224. Moravcsik Gyuláné: Amit nem vehet el senki. [1917.] 20 l.
- 225. Csite Károly: A szeretet fája. Elbeszélés. [1917.] 12 l.
- 226. Kövy Árpád: Csaták tüzében, Isten kezében. Költői elbeszélés. [1917.] 21 l.
- 227. Dessewffy Berta: Megtalálta a szívét. [1917.] 12 l.
- 228. Kiss Samu: A mi Istenünk beszéde megmarad örökké. Tört. elbeszélés. [1917.] 14 l.
- 229. Lengyel Gyula: Szabad az Isten mindnyájunkkal. Elbeszélés. [1917.] 22 l.
- 230. Podmaniczky Pál báró: A belmisszió atyja. [1917] 20 l.
- 231. Hamvas József: Luther élete. [1918.] 16 l.
- 232. Babay Kálmán: Fejér vármegye reformációja. [1918.] 14 l.
- 233. B. Major János: Új dolog-e a reformáció? [1918.] 18 l.
- 234. Németh Gyula: Átok? Áldás? (A reformációról.) [1918.] 14 l.
- 235. Pruzsinszky Pál: A magyar prot. egyházak történetének rövid áttekintése. [1918.] 20 l.
- 236. Takaró Gézáné: A kappeli hős. [1918.] 22 l.
- 237. Kiss Géza, hegyaljai: Kálvin életrajza. [1918.] 26 l.
- 238–239. Költemények a reformáció 400 éves jubileumára. [1918.] 40 l.
- 240. Podmaniczky Pál báró: Melanchton Fülöp. [1918.] 16 l.
- 241. Bakó Béla: Kerekes András. [1918.] 12 l.
- 242. Lengyel Gyula: Márton hazajött. 12 l.
- 243. Eőri Szabó Dezső: A virtus. Elbeszélés. [1918.] 16 l.
- 244. V. Sipos Ida: Édesanyánk. [1918.] 24 l.
- 245. Andrássy Kálmán: Feltámadás. [1918.] 26 l.